# Chiesa di Santa Maria Assunta in Cielo (Allumiere)
La chiesa di Santa Maria Assunta in Cielo è la principale chiesa di Allumiere ed è sede della parrocchia del paese. Si trova sulla piazza della Repubblica, alla destra del palazzo camerale, oggi Museo archeologico-naturalistico Adolfo Klitsche. È dedicata all'assunzione di Maria al cielo

## Descrizione
La chiesa è costituita da tre navate e si presenta con un'alta facciata con una porta centrale e due laterali. L'edificio fu costruito nel 1608 su richiesta degli appaltatori delle miniere, la nobile famiglia Olgiati, che sostituì una piccola cappella che si trovava nei pressi dello stabilimento dell'allume. Inizialmente la chiesa era formata da una sola navata centrale e dipendeva dalla chiesa di Sant'Egidio Abate di Tolfa. Progressivamente si rese sempre più indipendente, fino a costituirsi parrocchia autonoma nel 1752. La chiesa nel 1857 fu ampliata con la costruzione delle navate laterali.